# Sicista strandi
Sicista strandi är en däggdjursart som först beskrevs av Alexander N. Formozov 1931.  Sicista strandi ingår i släktet buskmöss och familjen hoppmöss. IUCN kategoriserar arten globalt som livskraftig. Inga underarter finns listade.
Artpitetet i det vetenskapliga namnet hedrar den norska zoologen Embrik Strand.
Arten har en svartaktig längsgående strimma på ryggens mitt. Grundfärgen av ryggens päls är i låglandet brun med inslag av gult. I bergstrakter har individerna en mer rödbrun ovansida. Förutom strimman är några helt svarta hår inblandade i ovansidans päls. Undersidan är täckt av vitaktig päls som kan ha inslag av gult eller röd. Även svansen är tydlig uppdelad i en brun ovansida samt en vit undersida. Unik inom släktet buskmöss är artens diploida kromosomuppsättning med 44 kromosomer (2n = 44). Individerna blir 6,6 till 7,7 cm långa (huvud och bål), har en 8,5 till 10,1 cm lång svans och väger 9,5 till 13,2 g. Bakfötterna är 1,6 till 1,9 cm långa och öronen är 0,9 till 1,4 cm stora.
Denna buskmus förekommer i norra delar av Kaukasus och i det angränsande låglandet i sydvästra Ryssland och östra Ukraina. Habitatet utgörs av stäpper och av regioner med gräsmarker och skogar. Individerna lever främst ensamma och äter frön, bär och insekter. De håller vinterdvala (oktober till april) och parar sig kort därefter. Exemplar i bergstrakter går längre i ide.
Beståndet påverkas bara lite av stäppbränder. Per kull föds 3 till 5 ungar (enligt en enda studie).